# Martinus Polonus
Latinosan Martinus Polonus (azaz 'Lengyelországi Márton'), magyarosan Opavai Márton (latinul: Martinus Oppaviensis), vagy Troppaui Márton (Troppau, 1220/1230 körül – Bologna?, 1279. december 23.) latin nyelven író középkori lengyel történetíró, domonkos-rendi szerzetes, Gniezno érseke. Fő műve a Pápák és császárok krónikája (Chronicon pontificum et imperatorum).

## Működése
Ismeretlen időpontban született Opava városában. Rómában lett káplán és gyóntató IV. Sándor pápa és utódai mellett. 1278.
június 22-én III. Miklós pápa Gniezno érsekévé emelte. Márton Bolognában halt meg útban Gnieznóban. Szent Domonkos 
katedrálisában temették el.
Műve iskolai tankönyvnek készült, és egymás melletti oldalakon hozza a pápák és a császárok tetteit, egyben folytatva a Liber Pontificalis című pápai krónikát. A középkorban rendkívül népszerű volt, közel 400 kéziratban maradt fenn. A mű szerkezeti újítása hamar elterjedt és új műfajt, az ún. pápa-, császárkrónikák műfaját honosította meg.
"Általában párhuzamos szerkezetű, a pápaság és császárság történetét vegyesen tárgyaló krónikáról van szó (mint például 
Troppaui Márton Chronicon pontificum et imperatoruma, vagy a Flores temporum, illetve Dusburgi Péter Chronica terrae Prussiae-
ja, vagy az osztrák Chronica patriae), ahol az elbeszélés Krisztus születésével kezdődik, vagy éppen a hat világkorszak 
rendszerébe illeszkedik a pápák és császárok története (Gobelinus Persona Cosmodromiuma). Jellemzőek a különböző anekdoták és a moralizáló jellegű történetek, mivel a pápa-császár krónikákat, akárcsak a többi világkrónikát, átjárja az oktató-tanítói 
szándék.3 A pápa-császár krónikák esetében ez kiegészül azzal, hogy sokszor felhasználták a benne foglalt történeteket a 
középkor exemplum-gyűjteményekhez hasonlóan prédikációk megszerkesztéséhez, különösen a Domonkos-rend tagjai számára.4 
Megfigyelhető ezekben a krónikákban a pápai és császári hatalom egysége, ahol a két hatalom egymás mellett, egyenlő súllyal 
vannak jelen, vagy pedig alá-fölérendeltségi viszonyban állnak (H.-J. Mierau).5 Ez, ha másképp nem, a krónika címében, illetve
abban fejeződik ki, hogy először a pápák (Troppaui Márton, a Kölni világkrónika, Albertus monachus), illetve a császárok (Flores temporum, Herenthalsi Péter) történetét ismerteti, vagy éppen a párhuzamos ábrázolást választja, mint például Gilbertus Romanus 
krónikája."
Márton művei is szolgálnak exemplumokkal, amiket aztán a Gesta Romanorum példázatgyűjtemény is átvesz. Leghírhedtebb története Johanna nőpápa (papissa) legendája .